# الجحافرة (عبس)

تعديل مصدري - تعديل

الجحافرة هي إحدى قرى عزلة بني عضابي بمديرية عبس التابعة لمحافظة حجة، بلغ تعداد سكانها 83 نسمة حسب تعداد اليمن لعام 2004.